# هامادا (شیمانه)
هامادا در استان شیمانه در کشور ژاپن واقع شده است که دارای جمعیت ۶۱٬۳۲۵ نفر و مساحت ۶۸۹٫۶۰ کیلومتر مربع با تراکم جمعیت ۸۸٫۹ نفر در کیلومترمربع است و در تاریخ ۱ اکتبر ۲۰۰۵ به عنوان شهر شناخته شد.